# 1977年の鉄道
1977年の鉄道（1977ねんのてつどう）とは、1977年（昭和52年）に起こった鉄道関係の出来事をまとめたページである。
1976年の鉄道 - 1977年の鉄道 - 1978年の鉄道

## 出来事の一覧

### 3月
- 3月1日
  - 日本国有鉄道
    - （駅昇格）  郡山貨物ターミナル駅←郡山操車場（東北本線）
- 3月13日
  - 神戸市営地下鉄
    - （新線開業）  西神線 新長田駅 - 名谷駅間 (5.7km)
    - （新駅開業）  新長田駅、板宿駅、妙法寺駅、名谷駅（西神・山手線）
- 3月18日
  - 名古屋市営地下鉄
    - （新線開業）  鶴舞線 伏見駅 - 八事駅間 (8.0km)
    - （新駅開業）  大須観音駅、鶴舞駅、荒畑駅、御器所駅、川名駅、いりなか駅、八事駅（鶴舞線）
- 3月20日
  - 尾小屋鉄道
    - （路線廃止） 新小松駅 - 尾小屋駅 (16.8km）
    - （駅廃止） 新小松駅、西吉竹駅、吉竹駅、遊園地前駅、花坂駅、西大野駅、大杉谷口駅、金野町駅、金平駅、沢駅、塩原駅、波佐羅駅、観音下駅、倉谷口駅、長原駅、尾小屋駅

### 4月
- 4月6日
  - 大阪市営地下鉄
    - （延伸開業）  谷町線 守口駅 - 都島駅間 (5.4km)
    - （新駅開業）  守口駅、太子橋今市駅、千林大宮駅、関目駅（現・関目高殿駅）、野江内代駅（谷町線）
- 4月7日
  - 東京急行電鉄
    - （新線開業）  新玉川線（現・田園都市線） 渋谷駅 - 二子玉川園駅（現・二子玉川駅）間 (9.4km)
    - （新駅開業）  池尻大橋駅、駒沢大学駅、桜新町駅、用賀駅（新玉川線）

### 5月
- 5月25日
  - 東京急行電鉄
    - （新駅開業）  あざみ野駅（田園都市線 たまプラーザ駅 - 江田駅間）

  - 衣浦臨海鉄道
    - （新線開業）  碧南線 東浦駅 - 権現崎駅間 (11.3km)
    - （新駅開業）  高浜市駅、碧南市駅、権現崎駅（碧南線）

### 6月
- 6月20日
  - 土佐電気鉄道（現・とさでん交通）
    - （駅移転）  上町四丁目停留場（伊野線）
    - （駅廃止）  上町三丁目停留場（伊野線。上町四丁目停留場に統合）

### 7月
- 7月1日
  -  アメリカ合衆国 ワシントンメトロ
    - （新駅開業）  ランファン・プラザ駅

### 8月
- 8月1日
  - 遠州鉄道
    - （駅名改称）  浜北駅←遠州貴布禰駅、北浜中学校前駅（現・美薗中央公園駅）←北浜駅（鉄道線）
- 8月4日
  - 日本国有鉄道
    - （複線化）  鹿児島本線 伊集院駅 - 薩摩松元駅間 (5.3km)
- 8月20日
  - 大阪府都市開発（現・泉北高速鉄道）
    - （延伸開業）  泉北高速鉄道線 栂・美木多駅 - 光明池駅間 (1.9km)
    - （新駅開業）  光明池駅（泉北高速鉄道線）

### 9月
- 9月1日
  - 日本国有鉄道
    - （仮乗降場開業）  東町仮乗降場（日高本線 浦河駅 - 日高幌別駅間）
- 9月10日
  - 弘南鉄道
    - （新駅開業）  運動公園前駅（弘南線 南弘前駅（現・弘前東高前駅） - 新里駅間）

### 10月
- 10月1日
  - 日本国有鉄道
    - （駅名改称）  あつみ温泉駅←温海駅（羽越本線）

  - 京都市交通局（京都市電）
    - （路線廃止）  河原町線 洛北高校前停留場 - 七条河原町停留場間
    - （路線廃止）  七条線 西大路七条停留場 － 七条河原町停留場間
    - （路線廃止）  烏丸線 七条烏丸停留場 － 京都駅前停留場間
    - （駅廃止）  一本松停留場、下鴨神社前停留場、糺ノ森停留場、葵橋東詰停留場、葵橋西詰停留場、河原町今出川停留場、府立病院前停留場、荒神口停留場、河原町丸太町停留場、河原町二条停留場、河原町三条停留場、四条河原町新京極停留場、河原町松原停留場、河原町五条停留場、河原町正面停留場（河原町線）
    - （駅廃止）  七条御前通停留場、七条千本停留場、七条壬生通停留場、七条大宮停留場、七条西洞院停留場（七条線）
    - （駅廃止）  七条烏丸停留場（七条線、烏丸線）
- 10月18日
  - 日本国有鉄道
    - （複線化）  羽越本線 五十川駅 - 小波渡駅間 (4.4km)
- 10月21日
  - 東武鉄道
    - （新駅開業）  みずほ台駅（東上本線 志木駅 - 鶴瀬駅間）

### 12月
- 12月1日
  - 釧路開発埠頭
    - （新線開業）  西港線 新富士駅 - 西港駅間 (1.7km)
    - （新駅開業）  西港駅（西港線）
- 12月9日
  -  フランスRER
    - （新駅開業）  シャトレ-レ・アル駅
- 12月11日
  - 日本国有鉄道
    - （延伸開業）  気仙沼線 柳津駅 - 本吉駅間 (34.0km)
    - （新駅開業）  陸前横山駅、陸前戸倉駅、志津川駅、清水浜駅、歌津駅、陸前港駅、蔵内駅、陸前小泉駅（気仙沼線）
- 12月16日
  - 東京急行電鉄
    - （駅名改称）  二子新地駅←二子新地前駅（田園都市線）

  -  イギリスロンドン地下鉄
    - （新駅開業）  ヒースロー・ターミナルズ1,2,3駅（ピカデリー線）

  - 日本国有鉄道
    - 国会で「国有鉄道運賃法及び日本国有鉄道法の一部を改正する法律」が成立し、従来国会の議決が必要だった運賃改定が、運輸大臣の認可で可能となる[1]。

## 主なダイヤ改正
- 1月18日
  - 近畿日本鉄道
- 3月20日
  - 名古屋鉄道
- 5月30日
  - 名古屋鉄道
- 9月1日
  - 日本国有鉄道
  - 名古屋鉄道

## 鉄道車両

### 新系列・新形式
- 日本国有鉄道
  - 143系電車
  - キハ40系気動車
  - 50系客車
  - ワキ50000形貨車
  - チキ6000形貨車
  - タキ10850形貨車
  - タキ21350形貨車
  - タキ30200形貨車
  - タキ38000形貨車
  - タキ42100形貨車
- 関東鉄道
  - キハ310形気動車
- 西武鉄道
  - 2000系電車
- 東京モノレール
  - 600形電車
- 近畿日本鉄道
  - 270系電車
  - 12400系電車
- 京阪電気鉄道
  - 1000系電車（3代）
- 阪神電気鉄道
  - 5001形電車（2代）
- インドネシア鉄道
  - CC201形ディーゼル機関車
- アッチソン・トピカ・アンド・サンタフェ鉄道
  - GP40X形ディーゼル機関車

### 譲渡形式
- 上毛電気鉄道 ← 西武鉄道
  - 230型電車
- 富士急行 ← 小田急電鉄
  - 5200形電車
- 大井川鉄道（現・大井川鐵道） ← 西武鉄道
  - 312系電車
- 長野電鉄 ← 東京急行電鉄
  - 2500系電車
- 三岐鉄道 ← 西武鉄道
  - 501系電車
- 西濃鉄道 ← 日本国有鉄道
  - ワフ21000形貨車
- 能勢電気軌道（現・能勢電鉄） ← 阪急電鉄
  - 610系電車
- 広島電鉄 ← 西日本鉄道
  - 600形電車（2代）
- 広島電鉄 ← 阪急電鉄
  - 1080形電車
- 高松琴平電気鉄道  ← 京浜急行電鉄
  - 30形電車（3代）
- 高松琴平電気鉄道  ← 阪神電気鉄道
  - 1050形電車

### 消滅形式
- 日本国有鉄道
  - マニ20形客車
  - ワキ700形貨車
  - カ3000形貨車
  - トラ16000形貨車
  - チキ100形貨車
  - チキ2500形貨車
  - クム2000形貨車
  - コム1形貨車
  - タム7100形貨車
  - タム24000形貨車
  - シム20形貨車
- 京王帝都電鉄
  - 2600系電車

### 受賞
- 第20回ブルーリボン賞 - 名古屋鉄道 6000系電車
- 第17回ローレル賞 - 札幌市交通局 6000形電車、上信電鉄 1000形電車